# Nybyn, Överkalix kommun
Nybyn är en småort i Överkalix kommun, Norrbottens län.
Under 2017 lade Skanova ner det kopparbaserade telenätet på orten.